# A Crow Left of the Murder...
A Crow Left of the Murder... är ett album av bandet Incubus som släpptes 3 februari 2004. Det var det första med basisten Ben Kenney, som ersatte originalmedlemmen Dirk Lance.

## Låtlista
1. "Megalomaniac" – 4:54
2. "A Crow Left of the Murder" – 3:30
3. "Agoraphobia" – 3:52
4. "Talk Shows on Mute" – 3:49
5. "Beware! Criminal" – 3:48
6. "Sick Sad Little World" – 6:23
7. "Pistola" – 4:23
8. "Southern Girl" – 3:41
9. "Priceless" – 4:07
10. "Zee Deveel" – 3:52
11. "Made for TV Movie" – 3:38
12. "Smile Lines" – 3:59
13. "Here in My Room" – 4:20
14. "Leech" – 4:19